# Момчило Селић
Момчило Селић (Београд, 8. јануар 1946) српски је писац, есејиста и дисидент из времена титоизма и комунизма.

## Биографија
Момчило Селић се родио у породици партизанских првобораца. Отац му је био Владета Селић, родом из Колашина, после рата високи функционер комунистичке УДБЕ, а потом и конзул у Чикагу (где је и Момчило провео неколико година своје младости). Дипломирао је на Архитектонском факултету у Београду јуна 1971. године. 1968. објавио је прву причу у београдском "Студенту". Због самиздата "Часовник" (замишљеног под називом "Времеказ"), издатог 1979. године, кажњен условно због бесправног издаваштва. Био је то први југословенски самиздат часопис. Селић је 1980. осуђен на чудовишну казну од седам година робије због чланка "Садржај", такође у самиздату. Одлежао је две године и три месеца у Београдском ЦЗ-у и КПД-у Забела. Према сопственом уверењу, ондашња "убилачка служба" одустала је од идеје "трајног уклањања" због чињенице да је његов отац Владета Селић био високи функционер безбедности и беспрекорном револуционарном биографијом. Потом је 1983. отишао у емиграцију. Добио је политички азил у Канади 1984. године.
Од одласка у емиграцију до повратка из ње Селић је био члан AMNESTY INTERNACIONAL-а од 1983—1990. године, сарадник њујоршког FREEDOM HOUSE-а и HELSINKI WATCH-а, копредседник ОДБОРА ЗА ОДБРАНУ ДЕМОКРАТСКИХ ДИСИДЕНАТА У ЈУГОСЛАВИЈИ из Њујорка и Управног одбора СРПСКЕ НАРОДНЕ ОДБРАНЕ за Америку и Канаду до 1990. године. Од 1987. до 1989. године помоћник је главног уредника америчког књижевно-политичког часописа CHRONICLES.
Тек 1990. године вратио се са супругом и четворо деце у Београд. Са романом Изгон ушао је у најужи избор за НИН-ову награду. Иако је те 1992. године роман био без конкуренције, награда је ипак додељена писцу Милисаву Савићу, што је Селића подстакло да напише полемички текст "Страва" објављен у недељнику НИН 1992. године. Због тог текста добитник НИН-ове награде за роман године (Милисав Савић) вратио је признање.
Објављује од 1968. године књижевну критику, књижевну историју, религиозне есеје и студије, књижевну и политичку полемику, есеје о српском духовном наслеђу, као и поезију. Такође објављује текстове и студије из историје, етнологије, фолклористике, политичке коментаре и геополитичке анализе.

## Дела
Књиге
- Замор материјала, роман, Београд, 1979.
- Изгон, роман, Дечије новине, Београд, 1991.
- Напад на Горњи Клак, ратне приче, Београд, 1994.
- Ратни крст, роман „Терсит“, Београд. 1996.
- Тарин луг, роман, 2001
- Шпијунка, роман, 2008
- Понт, роман-путопис о савременом Кавказу, Жагор, Београд, 2009
- Стаза, 2021
- Клупа, роман, 2023
- У потрази за искрцајем, роман, 2024